# Ianthella basta
Ianthella basta (лат.) — вид обыкновенных губок семейства Ianthellidae из отряда Verongiida (Demospongiae).

## Распространение
Губка «слоновое ухо» (elephant ear sponge) распространена в Индо-Тихоокеанском регионе (между Австралией и Индонезией). Она встречается на коралловых рифах в местах с быстрым течением воды.
Ianthella basta — интродуцированный вид, не склонный к захвату территорий других видов и не конкурирующий с ними.

## Экология
Морской огурец Synaptula lamperti тесно связан с губкой и использует некоторые питательные вещества, выделяемые ею.
Ведутся исследования различных метаболитов и других биологически активных компонентов, синтезируемых губкой.

## Описание
По оценкам специалистов, возраст губки высотой 1,7 м и окружностью 9,5 м составляет около 8 лет.
Вид был впервые описан в 1766 году немецким и русским натуралистом Петром Палласом (1741–1811).